# José Gonzalez
Pour les articles homonymes, voir Gonzalez et José González.
José Gonzalez, né le 28 avril 1943 à Oran (Algérie française), est un homme politique français.
Membre du Front national — devenu Rassemblement national — depuis 1978, il est élu député dans la 10e circonscription des Bouches-du-Rhône lors des élections législatives de 2022 et réélu en 2024. Il est le doyen de l'Assemblée nationale sous la XVIe et la XVIIe législature. Il siège au sein du groupe RN et est membre de la commission de la Défense nationale et des Forces armées.
Il est aussi conseiller municipal d'opposition à Allauch depuis 2021 — en remplacement de Laurent Jacobelli après sa démission — et a été conseiller régional de Provence-Alpes-Côte d'Azur de 2015 à 2021.

## Biographie

### Situation personnelle
José Gonzalez naît le 28 avril 1943 à Oran, en Algérie française.
José Gonzalez est un « Pied-noir » car il fait partie des français rapatriés d'urgence de l'Algérie après les Accords d'Evian. A ce titre, il arrive à Marseille en 1962 et trouve un emploi sur le port, à la bourse des primeurs. Il devient ensuite directeur d'une auto-école, puis intègre la chambre de commerce et d'industrie de Marseille, où il effectue l'ensemble de sa carrière jusqu'à sa retraite.

### Débuts en politique
Après une rencontre avec Jean-Marie Le Pen, José Gonzalez rejoint le Front national (FN) en 1978. Il devient délégué du Front national puis du Rassemblement national (RN) dans la 10e circonscription des Bouches-du-Rhône,.
Installé à Allauch depuis 1975, il devient conseiller municipal d'opposition de cette commune dans les années 1990.
Il se présente aux élections municipales de 2020, en troisième position sur la liste de Laurent Jacobelli. Cette liste n'ayant obtenu que deux sièges, il n'est amené à siéger qu'à compter de mars 2021, à la suite de la démission de Laurent Jacobelli.
En décembre 2015, candidat de la liste menée par Marion Maréchal-Le Pen aux élections régionales en Provence-Alpes-Côte d'Azur dans la section départementale des Bouches-du-Rhône, il devient conseiller régional tandis que sa liste obtient 42 sièges.
Lors des élections régionales de 2021, il est de nouveau candidat, cette fois sur la liste conduite par Thierry Mariani, qui obtient 39 sièges, mais n'est pas réélu — étant en trop basse position sur la liste.
Il est régulièrement présent aux événements organisés par les associations et les cercles défendant l'Algérie française dans les Bouches-du-Rhône. En 2019, il pose ainsi devant la stèle du cimetière de Marignane, qui rend hommage aux « civils et militaires qui ont combattu pour que l’Algérie reste française » et qui est considérée comme une réhabilitation des actions de l’OAS. Selon Lionel de Cala, le maire Les Républicains (LR) d’Allauch, « José Gonzalez ramène souvent les choses à l’Algérie. On sent que c’est un thème fondateur de son investissement politique qui reste omniprésent ».

### Député des Bouches-du-Rhône
Lors des élections législatives de 2022, il se présente dans la 10e circonscription des Bouches-du-Rhône sous l'étiquette du Rassemblement national (RN). Il est élu au second tour avec 59,62 % des suffrages, face à Marina Mesure, candidate LFI dans le cadre de la Nouvelle Union populaire écologique et sociale (NUPES),.
Il préside par deux fois l'Assemblée nationale en sa qualité de doyen d'âge lors de deux sessions inaugurales visant à élire le président de l'Assemblée nationale : la première fois en 2022 et la seconde fois après la dissolution et les élections législatives anticipées de 2024.

## Polémiques

### Discours polémiques sur la guerre d'Algérie
Âgé de 79 ans, il devient le doyen de la nouvelle Assemblée nationale, titre qu'il conserve à la législature suivante, et préside en cette qualité la première séance notamment de la XVIe législature, qu'il ouvre en prononçant un discours évoquant avec émotion l'Algérie française dans laquelle il est né et qu'il a fuie à l'issue de la guerre : « Vous voir réunis côte à côte […] est un symbole d’unité française. Ce symbole d’unité touche l’enfant d’une France d’ailleurs que je suis, arraché à sa terre natale et drossé sur les côtes provençales par le vent de l’Histoire en 1962. J'ai laissé là-bas une partie de ma France ». Ces déclarations, qui interviennent le surlendemain d'un week-end d'hommage à l'« œuvre coloniale » organisé par la mairie RN de Perpignan et exactement une semaine avant le soixantième anniversaire de l'indépendance algérienne, loin d'être applaudies à gauche sont vivement critiquées par des élus de la NUPES,,. À la sortie de l'hémicycle, José Gonzalez renchérit en déclarant : « Des crimes en Algérie ? Non […] et encore moins un crime contre l'humanité […] Si je vous emmène avec moi en Algérie […] vous verrez beaucoup beaucoup beaucoup d’Algériens qui n’ont jamais connu la France, et qui nous disent : « Monsieur, quand est-ce que vous revenez. » […] Franchement, je ne suis pas là pour juger si l'OAS a commis des crimes »,,.